# Лили Берон
Лиляна (Лили) Александрова Берон е българска примабалерина и балетна педагожка.

## Биография
Родена е на 29 декември 1921 г. в София в семейството на Александър Берон и д-р Глафира Уржумцева. Първоначално учи балет при Пешо Радоев, а от 1928 г. при Анастас Петров.
През 1935 г. участва за първи път в спектакъл на Софийската опера. В периода 1937 – 1939 г. специализира при Любов Енгорова в Париж и танцува в трупата на „Бале дьо ла жонес“ (Ballet de la jeunesse). Гастролира в Германия, Франция, Люксембург, Белгия, Италия и Швейцария. От 1934 до 1962 г. играе в Софийската опера. Между 1949 и 1959 г. специализира балетна педагогика в балетното училище в Ленинград при А. Вагенова. През 1965 г. получава званието заслужила артистка.
Занимава се и с педагогическа дейност, като преподавател в Държавното хореографско училище в София през 1951 – 1992 г. Ръководител е на балетните състави на Варненската опера, както и във Ваймар и Краков. Гастролира в СССР, Румъния, Китай, Турция. Репетитор е на балет „Арабеск“. Почива на 9 юли 1996 г. в София.
Нейни възпитаници са Калина Богоева, Маргарита Траянова, Цвета Джумалиева, Красимира Колдамова.

## Роли
Сред най-известните роли на Лили Берон са:
- Жизел – в „Жизел“ от Адолф Адам
- Тао Хоа – в „Червеният мак“ от Райнхолд Глиер
- Есмералда – в „Есмералда“ от Цезар Пуни – Рикардо Дриго
- Одета-Одилия – в „Лебедово езеро“ от Чайковски[1].

## Отличия
- 1949 г. – удостоена е с Димитровска награда II степен[2]
- 1959 г. удостоена е с орден „Кирил и Методий“ I степен[2]